# Hui Liangyu
Dans ce nom, le nom de famille, Hui, précède le nom personnel.
Hui Liangyu (octobre 1944, Yushu) a été troisième et deuxième vice-Premier ministre de la république populaire de Chine chargé de l'agriculture entre 2003 et 2013 et membre du 16e et du 17e Politburo.
Il était gouverneur des provinces de Anhui, Jilin et Hubei avant de devenir membre du bureau politique du Parti communiste chinois en novembre 2002. Il est chef du parti au Jiangsu de 2000 à 2002.
Hui est membre de l'ethnie hui et est musulman. 